# Ан'ю
Ан'ю́ (яп. 暗喩; дослівно — «приховане порівняння») — метафора, один із стилістичних засобів японської поезії давнього й середньовічного періодів. Термін виник у новий час і по відношенню до поезії зазначених періодів вживається ретроспективно.